# Expo 2005
Expo 2005 – wystawa światowa, zorganizowana w japońskiej prefekturze Aichi, była otwarta dla zwiedzających od 25 marca do 25 września 2005 przez 185 dni. Tematem przewodnim tej wystawy było hasło Mądrość natury. W wystawie brało udział 121 krajów, które przygotowały swoje pawilony narodowe.
Główna część wystawy Expo 2005, położona była w miejscowości Nagakute na wschód od Nagoi, zajmowała obszar 1,85 km². Mniejsza część położona była w miejscowości Seto i zajmowała 0,15 km², dostęp do niej był możliwy dzięki kolei linowej. Starano się, aby pawilony budowane były z materiałów recyklowanych (przetworzonych z odpadów) lub materiałów, które można po wykorzystaniu przerobić na inne, użyteczne rzeczy. Pobliskie miasto Toyota również organizowało różne wydarzenia towarzyszące, bez wyznaczania konkretnego terytorium.
Koszt wystawy oszacowano na 340 miliardów jenów (3,3 miliarda USD). Jednakże rekordowa frekwencja 22 049 544 odwiedzających (głównie Japończyków) grubo przekroczyła założone 15 000 000 i wystawa Expo przyniosła zysk rzędu 10 miliardów jenów.

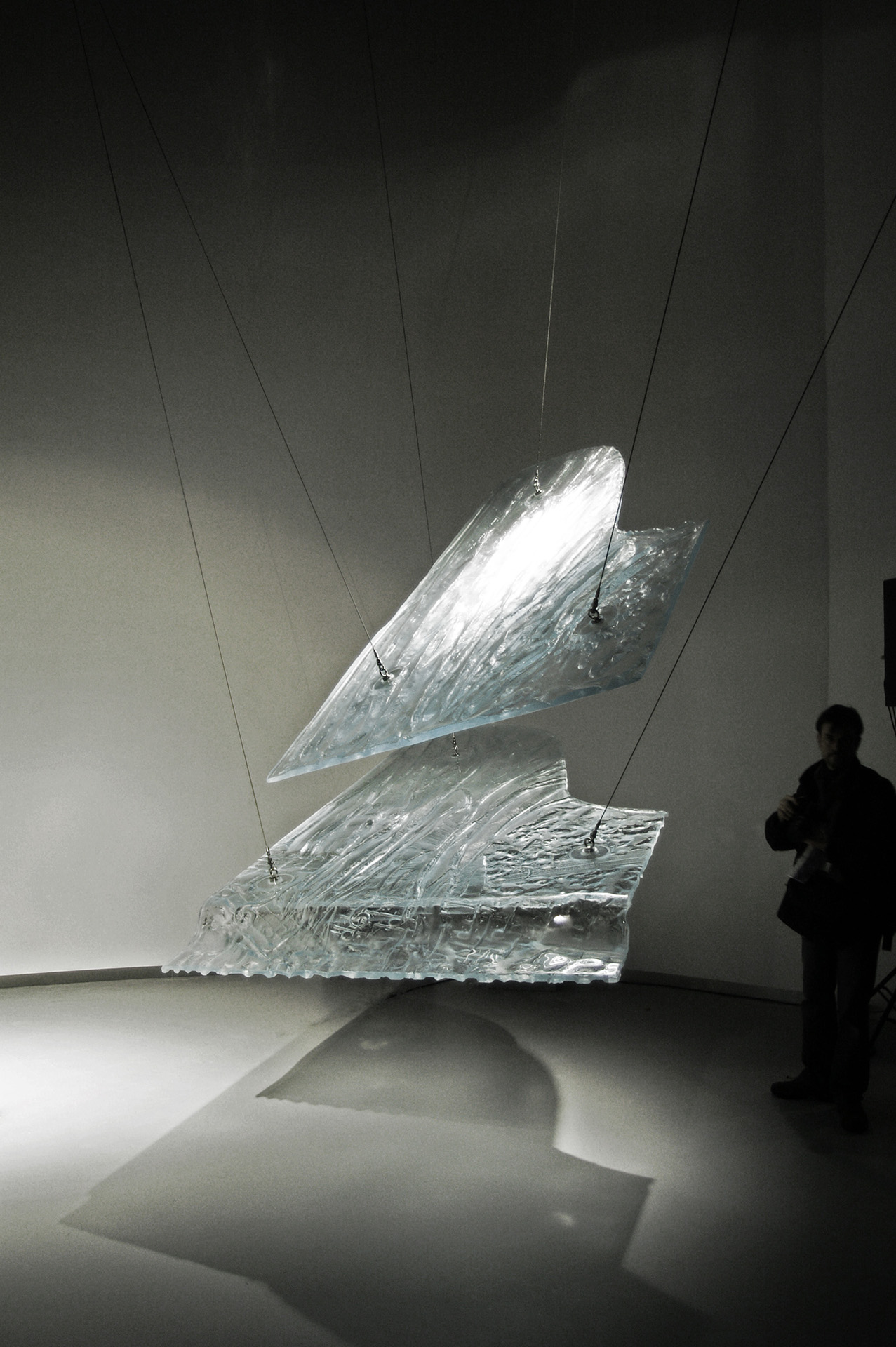
Szklana rzeźba „Dusza Fortepianu” Tomasza Urbanowicza w Polskim Pawilonie na EXPO 2005 w Aichi

Polski Pawilon zaprojektowany został przez biuro „K. Ingarden, J. Ewý – Architekci” i artystę plastyka Aleksandra Janickiego. Według założeń twórców przestrzeń miała zarówno nawiązywać do głównego hasłu Expo 2005 Aichi: „Macierz natury – sztuka życia – ekologia” oraz tematowi wiodącemu polskiej prezentacji: „Dostrzeż Piękno” eksponującemu sylwetkę Fryderyka Chopina i kopalnię soli w Wieliczce. Elewacja pawilonu została wykonana w sposób eksperymentalny, przy użyciu prototypowej technologii opartej na modularnym układzie przestrzennie wygiętych stalowych ram, oplecionych białą wikliną – odmianą wierzby powszechnie kojarzonej z muzyką Chopina. Wewnątrz Pawilon Polski w symboliczny sposób odzwierciedlał przekrój przez Polskę: od morza na północy po górskie szczyty na południu, jednocześnie będąc wielofunkcyjną, amfiteatralną przestrzenią do projekcji multimedialnych, koncertów muzycznych, spotkań autorskich. Głównym elementem artystycznym tej otwartej przestrzeni nad sceną była szklana rzeźba „Dusza Fortepianu” autorstwa Tomasza Urbanowicza. Natomiast przejściu w kierunku „gór” towarzyszyła instalacja multimedialna Echo autorstwa Aleksandra Janickiego, łącząca obrazy i etiudy filmowe z lokalnie ukierunkowanym dźwiękiem.

## Maskotki
Kikkoro (キッコロ) i Morizō (モリゾー), razem znane jako „Morikoro”, popularne zielone pluszaki pochodzące z lasu w Seto.